# وكالة الأنباء الليبية
وكالة الأنباء الليبية وال أو LANA هي وكالة الأنباء الليبية الرسمية ومقرها الرئيسي يقع في طريق الشط في زاوية الدهماني بمدينة طرابلس.
تأسست العام 1964 بقانون عدل في العام 1970. حيث تم تغيير اسمها إلى وكالة الجماهيرية للأنباء (وأصبح يطلق عليها اختصارا: أوج) ولديها فروع داخل ليبيا ومكاتب في عدد من العواصم في أفريقيا والبحر المتوسط وأوروبا. تبث الوكالة عبر الأقمار الصناعية منذ العام 1997. ويبلغ عدد العاملين بها ما يزيد عن 300 شخص من صحفيين وفنيين وإداريين. كما تبث بثلاث لغات هي العربية والفرنسية والإنكليزية. وكانت تسمى بوكالة الجماهيرية للأنباء و إبان ثورة 17 فبراير تم تغيير اسمها إلى ما كانت عليه عند تأسيسها حيث أصبح اسمها مجددا وكالة الأنباء الليبية ويطلق عليها اختصارا (وال).
وتعتمد وكالة الأنباء الليبية منذ ثورة 17 فبراير على موقعها الإلكتروني https://lana-news.ly في نشر الأخبار للعالم.
وقد تحصلت وكالة الأنباء الليبية مطلع عام 2022 على النطاق الإلكتروني https://lana.gov.ly لتعتمده كعنوان رئيسي على شبكة الإنترنت لنشر الأخبار للعالم

## مكاتب
وكالة الأنباء الليبية لديها عدد خمس مكاتب داخلية وهي بنغازي وسرت والجفرة وسبها والزاوية ولديها مراسلين ببقية الشعبيات كما لديها عدد سبعة مكاتب خارجية هي و دمشق و القاهرة وتونس والرباط و مالطا ولندن وباريس
ولأسباب سياسية تم قفل مكاتب على كلٍ من إيران و الكويت و بيروت.

## تطورات إدارية
في عام 2014، عينت الهيئة العامة للثقافة والإعلام الصحفي محمود الفرجاني مديرًا لوكالة الأنباء الليبية. وأعلن الفرجاني أن الموقع الإلكتروني للوكالة سيبث موقتًا من مدينة البيضاء، بينما يستمر بث الأخبار من طرابلس. لاحقًا، ينشر مكتب بنغازي أخباره على موقع lananews.com ويعمل مكتب بنغازي وطرابلس على دمج المكتبين في إدارة واحدة كما هو كان سابقاً.

## روابط خارجية
وكالة الأنباء الليبية